# Новоросійське морське пароплавство
Новоросійське морське пароплавство — російська судноплавна компанія, одна з найбільших в країні. Повне найменування — Відкрите товариство «Новороссийское морское пароходство». Штаб-квартира — в Новоросійську.

## Історія
Засноване в 1964 як танкерне відділення Чорноморського морського пароплавства; в 1967, стало самостійним підприємством. У 1992 акціоновано.
У середині червня 2007 президент Росії Володимир Путін підписав указ про утворення нової компанії на базі «Совкомфлоту» і «Новошипа». За цим указом за дев'ять місяців в статутний капітал «Совкомфлота» буде внесено 50,34%-ний державний пакет акцій «Новошипа». Як очікується результаті об'єднання буде створено пароплавна компанія, яка увійде в першу п'ятірку найбільших танкерних перевізників світу. Капіталізація нової компанії, за деякими прикидками, становитиме $3,5-4 млрд.

## Власники і керівництво
У грудні 2007 в федеральної власності 50,34 % акцій (67,13 % голосуюючих акцій) було внесено в статутний капітал «Совкомфлота». Крім того наприкінці грудня 2007, «Совкомфлот» направив у «Новошип» обов'язкову пропозицію про придбання у міноритарних акціонерів 36,3 млн звичайних акцій «Новошипа» (9,66 % від загального кількості звичайних акцій і 7,2 % від статутного капіталу) за ціною 81,82 руб. за одну акцию.
Ще 4,45 % і 17,45 % належать 100 %-ним «дочернім підприємствам» пароплавства «Новошипинвесту» і «Intrigue Shipping» відповідно. Капіталізація компанії в РТС на середину червня 2007 — $808,1 млн.
28 лютого 2007 з'явилася інформація про зміну ради директорів. У неї увійшли:
- Генеральний директор «Совкомфлота» Сергій Франк (голова),
- Президент компанії — Сергій Олексійович Терьохин,
- Генеральний директор UBS Securities Марлен Манасов,
- голова представництва Європейського банку реконструкції розвитку в Санкт-Петербурзі Роберт Сассон,
- Член ради старійшин «Новошипа» Леонід Лоза.

Основні акціонери на квітень 2008 (голосуючих акцій):
- Росимущество — 60,73 %,
- РФФД — 6,4 %,
- ВАТ «Новошипинвест» — 8,49 %,
- Intrigue Shipping — 14,41 %.

## Діяльність
Основнова бізнесу пароплавства — морські перевезення нафти, темних і світлих нафтопродуктів. Флот «Новошипа» складається з 60 судів дедвейтом 3,7 млн т.
Чисельність персоналу — понад 5,5 тис. осіб. Виручка компанії за 2006 по МСФО становила $560,98 млн (в 2005 року — $430 млн), чистий прибуток — $181,02 млн (в 2005 року — $244,6 млн).

## Дочірні і залежні компанії
- ВАТ «Новошипинвест» — управління активами ВАТ «Новошип», організація будівництва, послуги технічного нагляду
- ВАТ «Сочинський торговий порт» — пасажирський порт
- ТОВ «Стоматологічна клініка» — всі види стоматологічної допомоги
- ТОВ «ФОЦ» — надання спортивно-оздоровчих послуг
- ТОВ «ЦК Бригантина» — надання готельних послуг
- ТОВ «Новоморснаб» — постачання, митне оформлення, ведення консигнаційних операцій тощо
- ТОВ «Новошипстрой» (колишнє РБУ Новоросійського морського пароплавства; Управління Новошипстрой) — проектування, будівництво, монтаж, ремонт об'єктів
- ТОВ «Новошипкрюинг» — послуги з працевлаштування
- ТОВ «ТелекомСервис» — послуги зв'язку, сервісне обслуговування ПК, оргтехніки, ЛВС, програмування підтримка ПЗ
- ТОВ «НовоОхрана» — надання охоронних послуг
- ТОВ «НовоТехСервис» — надання побутових, вантажно-розвантажувальних робіт, транспортних, експедиторських послуг і робіт
- ТОВ «ЭлектроРадиоНавигационная камера» — навігаційне обслуговування, девіаційні роботи
- ТОВ «Водный спортивный центр» — організація і розвиток водних видів спорту
- НОУ УТЦ «Новошип Тренинг» («Novoship Training») — навчання, підготовка, перепідготовка плавскладу
- ТОВ «Новоросс Медіа» — видавнича діяльність
- ТОВ «Судовой Сервисный Центр» — технічне огляд устаткування, технічне обслуговування судів

## Інтернет посилання
- Офіційний сайт компанії